# Xã Smithton, Quận Pettis, Missouri
Xã Smithton (tiếng Anh: Smithton Township) là một xã thuộc quận Pettis, tiểu bang Missouri, Hoa Kỳ. Năm 2010, dân số của xã này là 2.902 người.